# Озеров, Виктор Иванович
Виктор Иванович Озеров (24 февраля 1929 — 21 июля 2018, Краснодар) — мастер по сложным работам треста «Краснодарнефтеразведка» объединения «Краснодарнефтегаз» Министерства нефтедобывающей промышленности СССР. Герой Социалистического Труда (23.05.1966).

## Биография
Родился 24 февраля 1929 года в станице Гиагинская Майкопского района Майкопского округа Северо-Кавказского края, ныне административный центр Гиагинского района Республики Адыгея. Русский.
В 1947 году окончил школу. В 1951 году окончил Туапсинский нефтяной техникум по специальности «техник по бурению нефтяных и газовых скважин». С 1951 года в Северной конторе бурения треста «Краснодарнефтеразведка»: исполняющий обязанности начальника цеха испытаний, начальник цеха по опробованию скважин.
С 1961 года работал на освоении Темиргоевской нефтяной площади в Краснодарском крае: аварийный мастер, буровой мастер, мастер по сложным работам, начальник буровой. Руководил первым бурением сверхглубоких скважин от 4200 до 5500 метров.
Стабильно достигал высоких показателей по проводке глубоких скважин. Участник открытия крупных газоконденсатных месторождений в Краснодарском крае.
За выдающиеся заслуги в выполнении заданий семилетнего плана по добыче нефти и достижение высоких технико-экономических показателей в работе Указом Президиума Верховного Совета СССР от 23 мая 1966 года Озерову Виктору Ивановичу присвоено звание Героя Социалистического Труда с вручением ордена Ленина и золотой медали «Серп и Молот».
С 1970 года — начальник Темиргоевской районной инженерно-технической службы треста «Краснодарнефтеразведка».
С 1980 года — председатель профсоюзного комитета Краснодарского управления буровых работ того же треста, затем там же до выхода на пенсию — старший инженер, заместитель начальника и начальник производственно-технического отдела.
Жил в городе Краснодар. Умер 21 июля 2018 года. Похоронен в Краснодаре на Славянском кладбище.

## Награды
- Золотая медаль «Серп и Молот» (23.05.1966) Медаль № 13801;
- Орден Ленина (23.05.1966)
- Медаль «За трудовое отличие» (29.04.1963)
- Медаль «В ознаменование 100-летия со дня рождения Владимира Ильича Ленина» (6 апреля 1970)
- и другими

## Память
- В Краснодаре установлена мемориальная доска с именами Героев Социалистического Труда Кубани и Адыгеи